# Lista de prefeitos de Ribeirão Preto
Esta é a lista de prefeitos e vice-prefeitos do município de Ribeirão Preto, estado brasileiro de São Paulo, desde o período imperial até os dias atuais.
O atual prefeito de Ribeirão Preto é Ricardo Silva, do PSD, eleito em segundo turno, no dia 27 de outubro de 2024, nas eleições municipais de 2024.

## Antecedentes
A história dos prefeitos de Ribeirão Preto se iniciou com os Presidentes da Câmara Municipal tendo poderes executivos, e isto durou de 1874 a 1892. Depois, entre 1892 a 1902, a Câmara Municipal recebeu o nome de Casa de Intendências, e os prefeitos passaram a ser nomeados Intendentes. Posteriormente, entre 1902 e 1930, os governantes da cidade foram chamados de Prefeito. Durante a maior parte do governo getulista, sob ditadura, o cargo máximo de Ribeirão Preto recebeu o nome de Prefeito Interventor, no período que foi de 1930 a 1947. A partir de 1948, e desde então, o governante máximo da cidade é chamado de Prefeito.
Quem ocupa este cargo, dirige a cidade, desde 1917, do Palácio do Rio Branco, sede da prefeitura municipal.

## Dados históricos
Com quatro mandatos, Welson Gasparini é o prefeito que mais vezes esteve a frente da prefeitura de Ribeirão Preto. Depois de Gasparini, seguem: Fernando Ferreira Leite, Marciano Antônio de Mello e João Rodrigues Guião, ambos com três mandatos.
Os prefeitos que mais tempo ficaram a frente de Ribeirão Preto foram:
- Welson Gasparini: 13 anos
- Antônio Duarte Nogueira: 10 anos
- Joaquim Macedo Bittencourt: 10 anos
- João Rodrigues Guião: 9 anos
- Alfredo Condeixa Filho: 8 anos
- Fábio de Sá Barreto: 8 anos
- Dárcy da Silva Vera: 8 anos
- Antônio Duarte Nogueira Júnior: 8 anos

Os prefeitos que menos tempo ficaram a frente de Ribeirão Preto foram:
- Gláucia Berenice: 18 dias (entre 14 e 31 de dezembro de 2016), assumiu oficialmente como prefeita.
- Marcus Berzoti: 12 dias (entre 2 e 14 de dezembro de 2016), não assumiu o cargo oficialmente.

Marciano Antônio de Mello foi o primeiro homem a comandar Ribeirão Preto por três mandatos. Presidente da Câmara na época em que o mesmo assumia a função de prefeito da cidade, ele governou o município em 1892. Voltou a ser prefeito em 1893, desta vez como Intendente (mesmo cargo de prefeito, só que com outro nome). Em 1896, Marciano Antônio de Mello voltou a ser intendente, se tornando o primeiro prefeito a assumir 3 mandatos em Ribeirão Preto.
Joaquim Macedo Bittencourt foi o primeiro prefeito a assumir duas vezes seguidas o cargo no município. Eleito pela primeira vez em 1911, Bittencourt comandou a cidade até 1914, mesmo ano em que foi reeleito, ficando no cargo de 1914 a 1920.
Por duas vezes pai e filho foram prefeitos de Ribeirão Preto:
- Pai: Camilo de Mattos, prefeito de 1926 a 1926; Filho: Luiz Augusto Gomes de Mattos, prefeito de 1946 a 1946.
- Pai: Antônio Duarte Nogueira, prefeito de 1969 a 1973 e de 1977 a 1983; Filho: Duarte Nogueira, prefeito de 2017 a 2024.

Welson Gasparini foi o primeiro prefeito da cidade, e até o momento o único, que conseguiu se eleger para quatro mandatos. Gasparini foi eleito pela primeira vez em 1964, ficando no cargo até 1969. Voltou a prefeitura em 1973, ficando até 1977. Em 1989, foi eleito pela terceira vez prefeito, onde ficou até 1992. Voltou ao Palácio do Rio Branco em 2005, onde ficou até 2008, ano em que ainda tentou a quinta reeleição, mas não obteve exito.
Dárcy da Silva Vera entrou para história sendo a primeira mulher a ser eleita prefeita de Ribeirão Preto. Em 2012, novamente ela entrou para história como a primeira mulher reeleita, e ainda por cima de forma consecutiva, prefeita da cidade, além de ser a primeira prefeita(o) reeleita consecutivamente por partidos diferentes. Também foi a primeira pessoa a ser presa durante o exercício da função de prefeito em Ribeirão Preto e ser afastada do cargo, não terminando o mandato.
Gláucia Berenice dos Santos Silva tornou-se a segunda mulher a ser prefeita de Ribeirão Preto e a que menos ocupou o cargo (18 dias, entre 14 e 31 de dezembro de 2016). Após a prisão e afastamento da prefeita titular, Dárcy Vera, e a renúncia do vice-prefeito eleito da cidade, Marinho Sampaio, Gláucia Berenice tornou-se a primeira na linha de sucessão do cargo, pois era presidente interina da Câmara Municipal de Vereadores. Ela assumiu o cargo para terminar o mandato de Dárcy Vera.
Antônio Duarte Nogueira Júnior além de ser o terceiro prefeito reeleito da história de Ribeirão Preto e o segundo filho de ex-prefeito a comandar o munícipio, tornou-se o primeiro desde Joaquim Macedo Bittencourt a cumprir seu mandato até o final. Ele foi eleito pela primeira vez em 2016, e reconduzido ao cargo em 2020, encerrando sua administração com 8 anos cumpridos integralmente. 

## Lista de prefeitos
| Nº                                  | Prefeito                           | Imagem                    | Partido               | Vice-prefeito                                            | Início do mandato       | Fim do mandato                                        | Referências e notas                                                                                       |
| Período imperial (1822–1889)        |                                    |                           |                       |                                                          |                         |                                                       | |
| 1                                   | João Gonçalves dos Santos          |                           | PRP                   | Luís Toledo Pizza Sobrinho                               | 1° de fevereiro de 1874 | 22 de dezembro de 1874                                | Presidente da Câmara com poder executivo, renunciou ao cargo                                              |
| 2                                   | Venâncio José dos Reis             |                           | PRP                   | João Viana de Souza                                      | 23 de dezembro de 1874  | 30 de abril de 1877                                   | [ nota 3 ]                                                                                                |
| 3                                   | Luiz Herculano de Souza Junqueira  |                           | PRP                   | Casimiro Movilha                                         | 1° de maio de 1877      | 25 de outubro de 1881                                 | Presidente da Câmara com poder executivo                                                                  |
| 4                                   | Joaquim Estanislau da Silva Gusmão |                           | PRP                   | Homero Viegas                                            | 26 de outubro de 1881   | 24 de dezembro de 1883                                | Presidente da Câmara com poder executivo                                                                  |
| 5                                   | Luiz Antônio da Cunha Junqueira    |                           | PRP                   | Joaquim da Silva Gusmão                                  | 25 de dezembro de 1883  | 6 de maio de 1887                                     | Presidente da Câmara com poder executivo                                                                  |
| 6                                   | Joaquim da Silva Gusmão            |                           | PRP                   | Pedro Lima                                               | 7 de maio de 1887       | 31 de dezembro de 1889                                | Presidente da Câmara com poder executivo                                                                  |
| Período republicano (1889–presente) |                                    |                           |                       |                                                          |                         |                                                       | |
| 7                                   | Públio Constâncio de Mello         |                           | PRP                   | Ismael Acioli                                            | 1° de janeiro de 1890   | 8 de agosto de 1891                                   | [ nota 4 ] [ 4 ]                                                                                          |
| 8                                   | Antônio Penteado                   |                           | PRP                   | Fernando Ferreira Leite                                  | 9 de agosto de 1891     | 18 de setembro de 1891                                | Presidente da Câmara com poder executivo                                                                  |
| 9                                   | Fernando Ferreira Leite            |                           | PRP                   | Virgílio Fonseca Nogueira                                | 19 de setembro de 1891  | 2 de fevereiro de 1892                                | Presidente da Câmara com poder executivo                                                                  |
| 10                                  | Virgílio Fonseca Nogueira          |                           | PRP                   | Raul Brito                                               | 3 de fevereiro de 1892  | 12 de abril de 1892                                   | Presidente da Câmara com poder executivo                                                                  |
| 11                                  | Marciano Antônio de Mello          |                           | PRP                   | Pedro Oliveira Rocha                                     | 13 de abril de 1892     | 30 de junho de 1892                                   | Presidente da Câmara com poder executivo                                                                  |
| 12                                  | Antônio Silvério de Alvarenga      |                           | PRP                   | Armando Mello                                            | 1° de julho de 1892     | 20 de novembro de 1892                                | Presidente da Câmara com poder executivo                                                                  |
| 13                                  | Arthur de Aguiar Diederichsen      |                           | PRP                   | Juvêncio Lessa                                           | 21 de novembro de 1892  | 8 de novembro de 1893                                 | Intendente nomeado pelo Presidente do Estado                                                              |
| 14                                  | Marciano Antônio de Mello          |                           | PRP                   | Pedro Lima                                               | 9 de novembro de 1893   | 31 de dezembro de 1894                                | Intendente nomeado pelo Presidente do Estado                                                              |
| 15                                  | Fernando Ferreira Leite            |                           | PRP                   | Pedro Oliveira Rocha                                     | 1° de janeiro de 1895   | 31 de dezembro de 1895                                | Intendente nomeado pelo Presidente do Estado                                                              |
| 16                                  | Marciano Antônio de Mello          |                           | PRP                   | Raul Brito                                               | 1° de janeiro de 1896   | 10 de outubro de 1896                                 | Intendente nomeado pelo Presidente do Estado                                                              |
| 17                                  | Luiz Baptista da Silva             |                           | PRP                   | Fernando Ferreira Leite                                  | 11 de outubro de 1896   | 31 de dezembro de 1896                                | Intendente nomeado pelo Presidente do Estado                                                              |
| 18                                  | Fernando Ferreira Leite            |                           | PRP                   | Joaquim Estanislau da Silva Gusmão                       | 1° de janeiro de 1897   | 31 de dezembro de 1897                                | Intendente nomeado pelo Presidente do Estado                                                              |
| 19                                  | Joaquim Estanislau da Silva Gusmão |                           | PRP                   | Dalmário Souza                                           | 1° de janeiro de 1898   | 2 de junho de 1898                                    | Intendente nomeado pelo Presidente do Estado                                                              |
| 20                                  | Joaquim Alfredo de Siqueira        |                           | PRP                   | Emílio de Maya                                           | 3 de junho de 1898      | 31 de dezembro de 1901                                | Intendente nomeado pelo Presidente do Estado                                                              |
| 21                                  | Jeferson Barreto                   |                           | PRP                   | Pedro Claudino Duarte                                    | 1° de janeiro de 1902   | 16 de março de 1902                                   | Intendente nomeado pelo Presidente do Estado                                                              |
| 22                                  | Manoel Aureliano de Gusmão         |                           | PRP                   | Fábio Araújo                                             | 17 de março de 1902     | 31 de dezembro de 1902                                | |
| 23                                  | Floriano Leite Ribeiro             |                           | PRP                   | Mário Gomes de Barros                                    | 1° de janeiro de 1903   | 31 de dezembro de 1904                                | Prefeito eleito indiretamente                                                                             |
| 24                                  | Ricardo Guimarães                  |                           | PRP                   | Antônio Pereira Rocha                                    | 1° de janeiro de 1905   | 31 de dezembro de 1905                                | |
| 25                                  | Joaquim Vieira de Souza            |                           | PRP                   | Augusto Ribeiro Loyola                                   | 1° de janeiro de 1906   | 14 de julho de 1906                                   | |
| 26                                  | Augusto Ribeiro Loyola             |                           | PRP                   | Renato Sampaio                                           | 15 de julho de 1906     | 31 de dezembro de 1907                                | |
| 27                                  | Renato Jardim                      |                           | PRP                   | Antenor Barbosa Reis                                     | 1° de janeiro de 1908   | 7 de junho de 1908                                    | |
| 28                                  | João Pedro da Veiga Miranda        |                           | PRP                   | Luiz Baptista Júnior                                     | 8 de junho de 1908      | 31 de dezembro de 1909                                | |
| 29                                  | Luiz Baptista Júnior               |                           | PRP                   | Avenor Dantas                                            | 1° de janeiro de 1910   | 6 de janeiro de 1911                                  | |
| 30                                  | Joaquim Macedo Bittencourt         |                           | PRP                   | Major Augusto Junqueira                                  | 7 de janeiro de 1911    | 30 de agosto de 1914                                  | |
| 31                                  | Joaquim Macedo Bittencourt         |                           | PRP                   | Major Augusto Junqueira                                  | 31 de agosto de 1914    | 1920                                                  | |
| 32                                  | João Rodrigues Guião               |                           | PRP                   | Pedro Soares Machado                                     | 1920                    | 1923                                                  | |
| 33                                  | João Rodrigues Guião               |                           | PRP                   | Joaquim Camilo de Moraes Mattos                          | 1923                    | 1926                                                  | |
| 34                                  | Joaquim Camilo de Moraes Mattos    |                           | PRP                   | Antônio de Mendonça Uchôa Filho                          | 1926                    | 1926                                                  | |
| 35                                  | José Martiniano da Silva           |                           | PRP                   | Antônio Rodrigues da Silva                               | 1926                    | 27 de abril de 1929                                   | |
| 36                                  | João Rodrigues Guião               |                           | PRP                   | Waldomiro Machado                                        | 1929                    | 1930                                                  | |
| 37                                  | Fernando Costella Simões           |                           | PRP                   | Alfeu Cavalcanti                                         | 1930                    | 1930                                                  | Prefeito nomeado pelo Governador do Estado                                                                |
| 38                                  | Albino Camargo Neto                |                           | PRP                   | —                                                        | 1930                    | 1930                                                  | Prefeito nomeado pelo Governador do Estado                                                                |
| 39                                  | Teófilo Siqueira                   |                           | PRP                   | —                                                        | 1930                    | 1930                                                  | Prefeito nomeado pelo Governador do Estado                                                                |
| 40                                  | Antônio Engracia Garcia            |                           | PRP                   | —                                                        | 1930                    | 1930                                                  | Prefeito nomeado pelo Governador do Estado                                                                |
| 41                                  | João Emboaba da Costa              |                           | PRP                   | —                                                        | 1930                    | 1930                                                  | Prefeito nomeado pelo Governador do Estado                                                                |
| 42                                  | Eduardo Leite Ribeiro              |                           | PRP                   | —                                                        | 8 de novembro de 1930   | 12 de setembro de 1932                                | Prefeito nomeado pelo Governador do Estado                                                                |
| —                                   | João Dias de Arruda                |                           | PP                    | —                                                        | 12 de setembro de 1932  | 30 de outubro de 1932                                 | Prefeito nomeado pelo Governador do Estado                                                                |
| —                                   | Eduardo Leite Ribeiro              |                           | PP                    | —                                                        | 30 de outubro de 1932   | 1933                                                  | Prefeito nomeado pelo Governador do Estado                                                                |
| 43                                  | André Veríssimo Rebouças           |                           | PP                    | —                                                        | 1933                    | 1933                                                  | Presidente da Câmara com poder executivo                                                                  |
| 44                                  | Ricardo Guimarães Sobrinho         |                           | PP                    | —                                                        | 1933                    | 1936                                                  | Presidente da Câmara com poder executivo                                                                  |
| —                                   | João Dias de Arruda                |                           | PP                    | —                                                        | 1936                    | 15 de setembro de 1936                                | Prefeito nomeado pelo Governador do Estado                                                                |
| 45                                  | Fábio de Sá Barreto                |                           | PP                    | —                                                        | 16 de setembro de 1936  | 3 de maio de 1944                                     | Presidente da Câmara com poder executivo                                                                  |
| 46                                  | Alcides de Araújo Sampaio          |                           | PSP                   | —                                                        | 3 de maio de 1944       | 20 de novembro de 1944                                | Presidente da Câmara com poder executivo                                                                  |
| 47                                  | Luiz Augusto Gomes de Mattos       |                           | PSP                   | —                                                        | 20 de novembro de 1944  | 3 de setembro de 1946                                 | Presidente da Câmara com poder executivo                                                                  |
| 48                                  | Luiz Gonzaga Pereira Seixas        |                           | PSP                   | —                                                        | 4 de setembro de 1946   | 10 de novembro de 1946                                | Presidente da Câmara com poder executivo                                                                  |
| 49                                  | Nelson Rodrigues Nóbrega           |                           | PSD                   | —                                                        | 11 de novembro de 1946  | 1º de janeiro de 1947                                 | Presidente da Câmara com poder executivo                                                                  |
| 50                                  | Antônio Rodrigues da Silva         |                           | UDN                   | —                                                        | 2 de janeiro de 1947    | 16 de março de 1947                                   | Presidente da Câmara com poder executivo                                                                  |
| 51                                  | Rubem Aloísio Moreira              |                           | PDC                   | —                                                        | 17 de março de 1947     | 27 de novembro de 1947                                | Presidente da Câmara com poder executivo                                                                  |
| 52                                  | Jarbas Vieira de Souza             |                           | PSP                   | —                                                        | 28 de novembro de 1947  | 31 de dezembro de 1947                                | Prefeito nomeado por Adhemar de Barros                                                                    |
| 53                                  | José de Magalhães                  |                           | PTB                   | Alfredo Condeixa Filho                                   | 1º de janeiro de 1948   | 31 de dezembro de 1951                                | Prefeito e vice eleitos em sufrágio universal                                                             |
| 54                                  | Alfredo Condeixa Filho             |                           | PSP                   | José Costa                                               | 1º de janeiro de 1952   | 1955                                                  | Prefeito e vice eleitos em sufrágio universal                                                             |
| 55                                  | José Costa                         |                           | UDN                   | —                                                        | 1955                    | 31 de dezembro de 1955                                | Vice-prefeito eleito no cargo de titular                                                                  |
| 56                                  | Costábile Romano                   |                           | PTB                   | Carlos José Quites                                       | 1º de janeiro de 1956   | 1959                                                  | Prefeito e vice eleitos em sufrágio universal que renunciaram dos seus mandatos                           |
| 57                                  | Áureo Norberto da Silva            |                           | PTN                   | —                                                        | 1959                    | 31 de dezembro de 1959                                | Presidente da Câmara no cargo de titular                                                                  |
| 58                                  | Alfredo Condeixa Filho             |                           | PSP                   | Orlando Jurca                                            | 1º de janeiro de 1960   | 31 de dezembro de 1963                                | Prefeito e vice eleitos em sufrágio universal                                                             |
| 59                                  | Welson Gasparini                   |                           | ARENA                 | Orestes Lopes de Camargo                                 | 1º de janeiro de 1964   | 31 de janeiro de 1969                                 | Prefeito e vice eleitos em sufrágio universal                                                             |
| 60                                  | Antônio Duarte Nogueira            |                           | ARENA                 | Domingos Isaac José Galati Júnior                        | 1º de fevereiro de 1969 | 31 de janeiro de 1973                                 | Prefeito e vice eleitos em sufrágio universal                                                             |
| 61                                  | Welson Gasparini                   |                           | ARENA                 | Antônio Carlos Morandini                                 | 1º de fevereiro de 1973 | 31 de janeiro de 1977                                 | Prefeito e vice eleitos em sufrágio universal                                                             |
| 62                                  | Antônio Duarte Nogueira            |                           | ARENA/PDS             | Newton Mendes Garcia                                     | 1º de fevereiro de 1977 | 31 de janeiro de 1983                                 | Prefeito e vice eleitos em sufrágio universal                                                             |
| 63                                  | João Gilberto Sampaio              |                           | PMDB                  | Antônio Calixto                                          | 1º de fevereiro de 1983 | 31 de dezembro de 1988                                | Prefeito e vice eleitos em sufrágio universal                                                             |
| 64                                  | Welson Gasparini                   |                           | PDC                   | Faustino Jarruche                                        | 1º de janeiro de 1989   | 31 de dezembro de 1992                                | Prefeito e vice eleitos em sufrágio universal                                                             |
| 65                                  | Antonio Palocci Filho              |                           | PT                    | Joaquim Rezende                                          | 1º de janeiro de 1993   | 31 de dezembro de 1996                                | Prefeito e vice eleitos em sufrágio universal                                                             |
| 66                                  | Luiz Roberto Jábali                |                           | PSDB                  | Delvita Pereira Alves                                    | 1º de janeiro de 1997   | 31 de dezembro de 2000                                | Prefeito e vice eleitos em sufrágio universal                                                             |
| 67                                  | Antonio Palocci Filho              |                           | PT                    | Gilberto Sidnei Maggioni                                 | 1º de janeiro de 2001   | 31 de março de 2002                                   | Prefeito e vice eleitos em sufrágio universal                                                             |
| 68                                  | Gilberto Sidnei Maggioni           |                           | PMN                   | —                                                        | 31 de março de 2002     | 31 de dezembro de 2004                                | Vice-prefeito eleito no cargo de titular                                                                  |
| 68                                  | Gilberto Sidnei Maggioni           | PT                        |                       | —                                                        | 31 de março de 2002     | 31 de dezembro de 2004                                | Vice-prefeito eleito no cargo de titular                                                                  |
| 69                                  | Welson Gasparini                   |                           | PSDB                  | Paulo Henrique Pastori (PSC)                             | 1º de janeiro de 2005   | 31 de dezembro de 2008                                | Prefeito e vice eleitos em sufrágio universal                                                             |
| 70                                  | Dárcy da Silva Vera                |                           | DEM                   | Mário Vieira Sampaio Filho, Marinho Sampaio (DEM)/(PMDB) | 1º de janeiro de 2009   | 31 de dezembro de 2012                                | Prefeita e vice eleitos em sufrágio universal                                                             |
| 70                                  | Dárcy da Silva Vera                | PSD                       | 1º de janeiro de 2013 | Mário Vieira Sampaio Filho, Marinho Sampaio (DEM)/(PMDB) | 14 de dezembro de 2016  | Prefeita e vice reeleitos em sufrágio universal       | |
| 71                                  | Gláucia Berenice                   |                           | PSDB                  | —                                                        | 14 de dezembro de 2016  | 31 de dezembro de 2016                                | Presidente da Câmara Municipal assume o cargo em virtude do impedimento da titular, e da renúncia do vice |
| 72                                  | Antônio Duarte Nogueira Júnior     |                           | PSDB                  | Carlos Cezar Barbosa (PPS)                               | 1º de janeiro de 2017   | 31 de dezembro de 2020                                | Prefeito e vice eleitos em sufrágio universal                                                             |
| 72                                  | Antônio Duarte Nogueira Júnior     | Daniel Marques Gobbi (PP) | PSDB                  | 1º de janeiro de 2021                                    | 31 de dezembro de 2024  | Prefeito reeleito e vice eleito em sufrágio universal | |
| 72                                  | Ricardo Silva                      |                           | PSD                   | Alessandro da Silva Firmino, Alessandro Maraca (MDB)     | 1º de janeiro de 2025   | Atual                                                 | Prefeito e vice eleitos em sufrágio universal                                                             |